# Политехника (станция метро, Варшава)
«Политехника» (пол. Politechnika) (A11) — станция Варшавского метрополитена.

## Характеристика
Открыта 7 апреля 1995 года в составе первого пускового участка Варшавского метрополитена «Кабаты» — «Политехника». До 1998 года была конечной.
Выход со станции находится на перекрёстке улиц Варыньского, аллеи Народной Армии и Нововейской. На стене одного из входов установлена табличка, посвящённая инженеру Яну Подоскому — инициатору строительства метро в Варшаве.

## Архитектура и оформление
«Политехника» — однопролётная станция. Оформление выдержано в серых тонах. На станции присутствуют как стационарные лестницы, так и эскалаторы. С аллеи Народной Армии так же предусмотрен лифт. На территории станции есть торговые точки, банкомат, а также общественный туалет.